# Crkva sv. Jelene Križarice u Zaboku
Crkva sv. Jelene Križarice  je rimokatolička crkva u gradu Zaboku, zaštićeno kulturno dobro.

## Opis dobra
Župna crkva je jednobrodna je građevina s užim i nižim svetištem zaključenim stiješnjenom apsidom te jednokatnom sakristijom prislonjenom uz sjeverni zid svetišta. Glavno pročelje, zaključeno kulisnim zabatom, bogato je raščlanjeno, s istaknutim klasicističkim portalom. Unutrašnjost crkve oslikana je dekorativnim šablonskim ornamentom, karakterističnim za prijelaz iz 19. u 20. stoljeće. Župna crkva Svete Jelene Križarice jedan je od najboljih primjera baroknog klasicizma u Zagorju, a glavni portal je rijedak i izuzetno kvalitetan primjer klasicističkih portala u Hrvatskoj. Smještajem na ponešto povišenom terenu u središtu naselja, crkva je prisutna u svim prilaznim vizurama gradu.

## Zaštita
Pod oznakom Z-2498 zavedena je kao nepokretno kulturno dobro - pojedinačno, pravnog statusa zaštićena kulturnog dobra, klasificirano kao "sakralna graditeljska baština".